# Inge Vermeulen

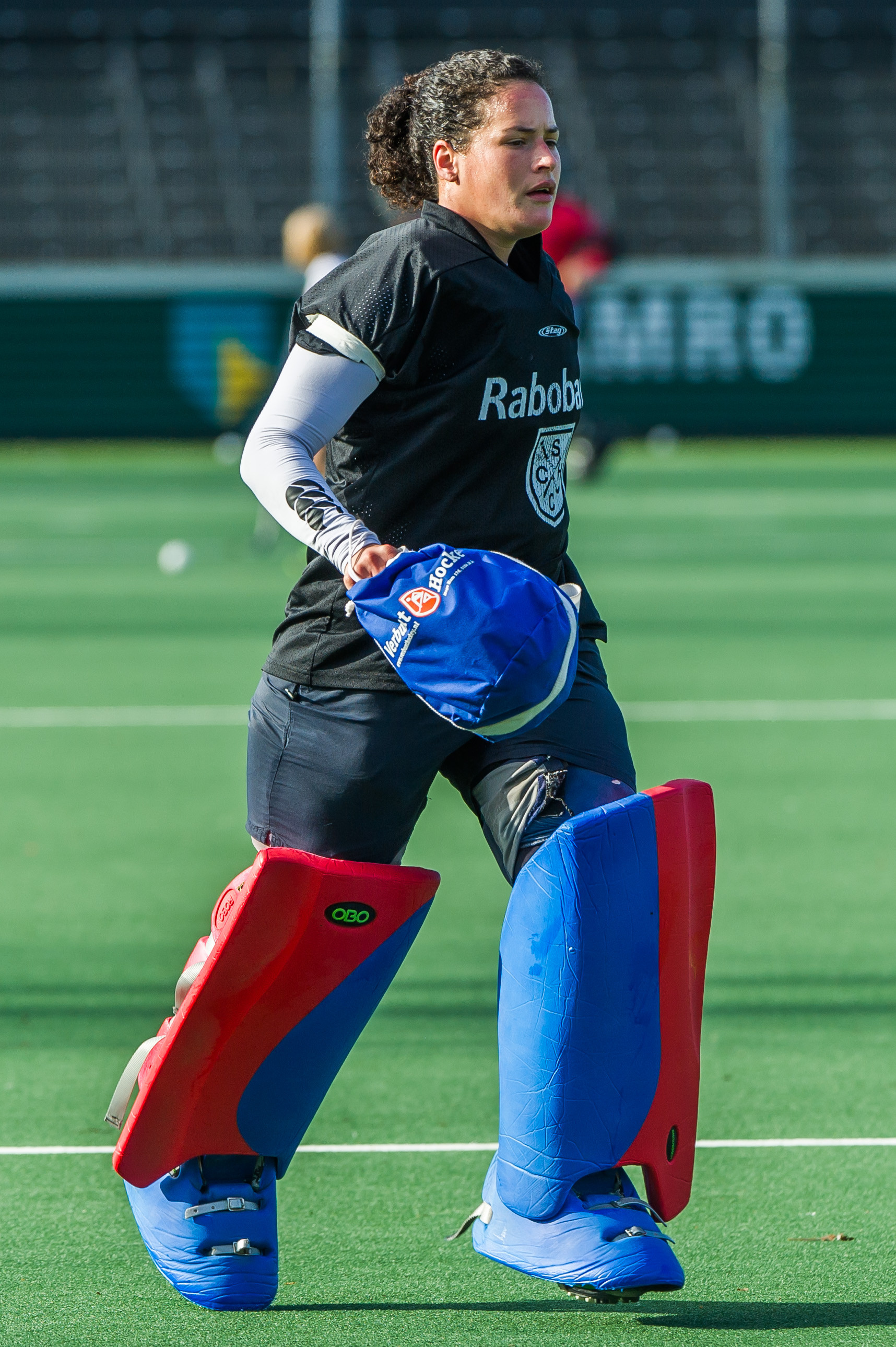
Inge Vermeulen (November 2014)

Inge Joanna Francisca Vermeulen (* 6. Januar 1985 in Americana, São Paulo, Brasilien; † 10. Januar 2015 in Utrecht, Niederlande) war eine brasilianisch-niederländische Hockeyspielerin.
Nachdem Vermeulen von 2008 bis 2010 in neun Länderspielen für die niederländische Hockeynationalmannschaft der Damen im Einsatz war, schloss sie sich ab 2010 der brasilianischen Hockeynationalmannschaft der Damen an, für die sie bis zu ihrem Tod aktiv war. Mit der Nationalmannschaft der Niederlande wurde sie Europameisterin 2009. Auf Vereinsebene spielte die Torhüterin die letzten acht Jahre bis zu ihrem Ableben beim Stichtse Cricket en Hockey Club (kurz SCHC), dem viertgrößten Hockeyverein der Niederlande.

## Leben und Karriere

### Vereinskarriere

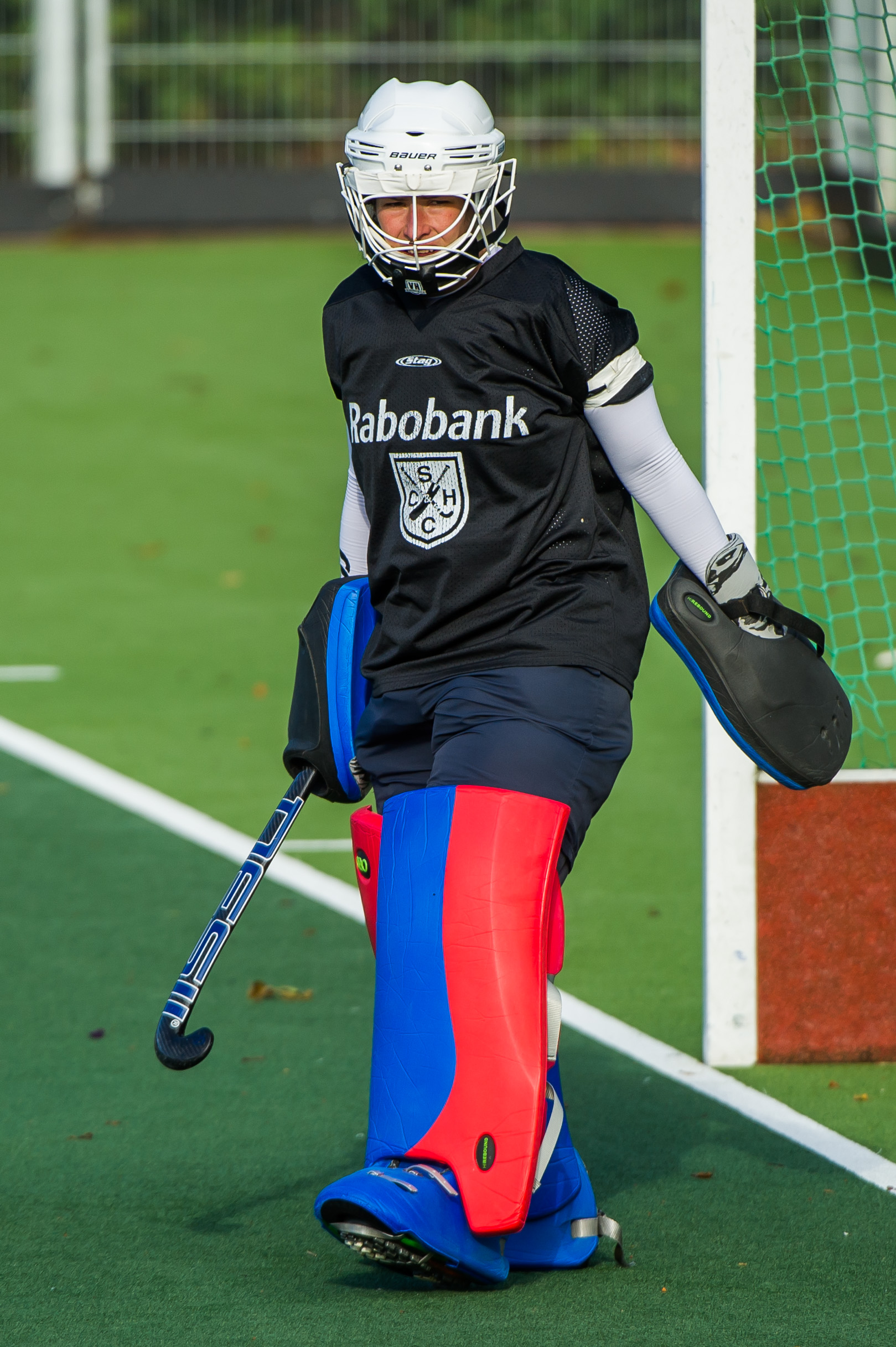
Inge Vermeulen im Tor des SCHC (November 2014)

Die Anfang des Jahres 1985 in der brasilianischen Großstadt Americana im Landesinneren des Bundesstaates São Paulo geborene Vermeulen wurde als Kind von einem niederländischen Ehepaar adoptiert und verbrachte ihre Kindheit in Utrecht. Sie begann ihre Karriere als Hockeyspielerin bei der HBS Craeyenhout im niederländischen Den Haag. Von dort kam sie über den altehrwürdigen HC Bloemendaal im Mai 2007 zum ebenfalls über 100 Jahre alten Stichtse Cricket en Hockey Club aus Bilthoven, nahe Utrecht, wo sie den Abgang von Beth Storry, die sich vermehrt auf ihre Nationalteamkarriere konzentrierte, kompensieren sollte. Zum Zeitpunkt ihres Abgangs zum SCHC wurde die damalige dritte Torhüterin der Nationalmannschaft vom Bilthovener Trainer Erik Jazet, einem zweifachen Olympiasieger, trainiert.
In ihrer ersten Saison beim neuen Klub, als sie als beste Torhüterin der Liga ausgezeichnet wurde, erreichte sie in der Hauptrunde den vierten Platz und qualifizierte sich mit ihrer Mannschaft somit für die Play-offs. Dort schied sie mit der Mannschaft allerdings klar gegen den späteren Meister HC ’s-Hertogenbosch im Halbfinale aus. Ein ähnliches Schicksal ereilte das Team auch in der darauffolgenden Spielzeit 2008/09, als sich die Mannschaft abermals auf dem vierten Platz rangierend für die Meisterschafts-Play-offs qualifizierte und dort erneut im Halbfinale dem HC ’s-Hertogenbosch unterlag. 2009/10 reichte es mit einem fünften Platz nach der Hauptrunde nicht für die Teilnahme an den meisterschaftsentscheidenden Play-offs. Deutlich bessere Ergebnisse erzielte das Team in der nachfolgenden Saison 2010/11, nach dem Abgang des bisherigen Trainers Dave Smolenaars und der Verpflichtung von Janneke Schopman als neuer Trainerin.
Unter Schopman schaffte das Team nach einem zweiten Platz im Grunddurchgang nur knapp nicht den Einzug ins Meisterschaftsfinale. 2011/12 erreichte Vermeulen mit ihrer Mannschaft wieder vergleichbare Platzierungen wie in ihren Anfangsjahren beim Verein. Auf einen vierten Platz nach der Hauptrunde folgte das neuerliche Ausscheiden im Halbfinale; diesmal gegen den Larensche Mixed Hockey Club. In der Saison 2012/13 erreichte das Team rund um die engagierte Torhüterin in der Hauptrunde einen zweiten Platz hinter dem übermächtigen Gegner aus Den Bosch und schrammte in den Play-offs nur knapp an einer Finalteilnahme vorbei. Ihre bis zu diesem Zeitpunkt beste Saison absolvierte die gebürtige Brasilianerin allerdings 2013/14. Dabei konnte Den Bosch zum Abschluss der Hauptrunde von der Tabellenspitze gestürzt werden, was in über zehn Jahren davor nur sehr selten gelang. In den Play-offs schied die Mannschaft nur knapp mit einem Gesamtscore von 4:5 gegen Den Bosch aus, qualifizierte sich mit dieser Saisonendplatzierung allerdings für die Teilnahme am EuroHockey Club Champions Cup im Jahre 2015. In der Saison 2014/15 war Vermeulen, die bei ihrem Klub auch als Nachwuchstrainerin in Erscheinung trat, noch in zahlreichen Spielen ihrer Mannschaft im Einsatz und war mit dem Team erneut auf einem guten Kurs, die Spielzeit im oberen Tabellendrittel abzuschließen.

### Nationalmannschaftskarriere
Im Jahre 2008 wurde Vermeulen, die zuvor bereits für diverse niederländische Nachwuchsauswahlen aktiv war, erstmals für die niederländische Hockeynationalmannschaft nominiert und gab für diese am 8. April 2008 bei einem Spiel gegen Deutschland (2:1) ihr Länderspieldebüt am Feld. In diesem Jahr wurde die brasilianisch-niederländische Doppelstaatsbürgerin auch bei der Hallenhockey-EM in Almería als Stammkraft in allen fünf Partien der Niederlande eingesetzt, wobei sich die niederländischen Damen nach einem 4:1 über Schottland die Bronzemedaille sichern konnten. Später nahm sie mit dem Team an der Champions Trophy der Damen 2009 in Sydney teil, wo die Niederländerinnen nach einem 5:2-Erfolg über die deutschen Damen im Spiel um Platz 3 die Bronzemedaille gewannen. Rund einen Monat später stand Inge Vermeulen auch im Kader der Niederlande bei der Feldhockey-EM in Amstelveen, wo sie klar die beste Torhüterin des Turniers war. Mit der Mannschaft erreichte sie nach den drei Gruppenspielen mit 24 zu 0 Toren souverän die Finalrunde, wo das Team nach einem 5:1-Erfolg über Spanien und einem 3:2-Sieg über Deutschland die Goldmedaille gewann und sich somit zum wiederholten Male als Weltmeister und weiterhin klare Nummer eins der Weltrangliste feiern lassen durfte. Im Jahre 2010 war Inge Vermeulen zum letzten Mal für die Niederlande im Einsatz und entschied sie bald darauf für die Nationalmannschaft ihres Geburtslandes, für die sie ab 2012 zu regelmäßigen Einsätzen kam. Als einen der Hauptgründe des Verbandswechsels sah sie die Teilnahme Brasiliens (als Gastgeber) bei den Hockeyturnier der Olympischen Sommerspiele 2016 an. In der Vorbereitung auf dieses Großturnier traten die Brasilianerinnen rund um Inge Vermeulen, die unter anderem auch als Torwarttrainerin der brasilianischen Herrennationalmannschaft in Erscheinung trat, an den Südamerika-Hockeymeisterschaften des Jahres 2013, wo sie mit der Mannschaft den vierten Platz erreichte und am Ende als beste Torhüterin des Turniers ausgezeichnet wurde, an.

## Tod
Vier Tage nach ihrem 30. Geburtstag wurde Inge Vermeulen zu Hause in Utrecht tot aufgefunden. Sie beging Suizid; über die genauen Gründe ist nichts bekannt.

## Erfolge
Mit dem SCHC
- 1 × beste Torhüterin der Hoofdklasse: 2007/08[4]
- 1 × niederländischer Vizemeister: 2013/14